# Родригес, Хулио (бейсболист)
Хулио Ярнель Родригес (исп. Julio Yarnel Rodriguez; 29 декабря 2000, Лома-де-Кабрера) — доминиканский бейсболист, аутфилдер клуба Главной лиги бейсбола «Сиэтл Маринерс». Бронзовый призёр Олимпийских игр в Токио в составе сборной Доминиканской Республики.

## Биография
Хулио Родригес родился 29 декабря 2000 года в Лома-де-Кабрере в Доминиканской Республике. В 2017 году в возрасте 16-ти лет он подписал контракт с клубом «Сиэтл Маринерс». На тот момент Родригес занимал девятое место в рейтинге лучших молодых неамериканских игроков, оценивался как средний отбивающий и хороший оборонительный игрок на позицию правого аутфилдера. Сумма бонуса игроку при заключении соглашения составила 1,75 млн долларов.
В 2018 году Родригес дебютировал за фарм-команду «Маринерс» в Доминиканской летней лиге, где отбивал с показателем 31,5 %. По итогам сезона он был назван самым ценным игроком лиги. Успешное выступление позволило ему подняться сразу на два уровня в системе клуба. В 2019 году он выступал за «Вест Виргиния Пауэр» и «Модесто Натс», суммарно проведя 84 игры с эффективностью отбивания 32,6 % с 12 хоум-ранами и 69 RBI. Перед началом сезона 2020 года Родригес получил травму запястья, а позднее чемпионаты младших лиг были отменены из-за пандемии COVID-19. На поле он вернулся только осенью в матчах Аризонской учебной лиги, зимой Родригес играл за «Леонес дель Эскохидо» в Доминиканской Республике.
В 2021 году Родригес сыграл 74 матча в составах команд «Эверетт Аквасокс» и «Арканзас Трэвелерс». Его показатель отбивания по итогам сезона составил 34,7 %, второй среди всех игроков младших лиг. Летом он в составе сборной Доминиканской Республики принимал участие в Олимпийских играх в Токио, где команда впервые в своей стала призёром бейсбольного турнира. Родригес с показателем 41,7 % стал самым эффективным бьющим в составе сборной. В октябре журнал Baseball America назвал его игроком года в фарм-системе «Маринерс».
Перед стартом чемпионата 2022 года он вошёл в основной состав «Сиэтла». Обозреватель газеты The New York Times Джеймс Вагнер в своей статье назвал игрока «будущим бейсбола». По итогам мая, в котором он отбивал с эффективностью 30,9 %, Родригеса признали лучшим новичком месяца в Американской лиге. Он стал самым молодым игроком в истории «Маринерс», получившим эту награду.